# Borgosesia
Borgosesia (en français : Bourg-Sesia ou Bourg-Sésia[réf. nécessaire]) est une commune italienne de la province de Verceil dans le Piémont.

## Géographie
Située dans le nord-est du Piémont, la commune s'élève à 350 m d'altitude, au pied du mont Barone dans la Valsesia. Elle est arrosée par la Sesia.

### Hameaux
Agnona, Bastia, Bettole, Ferruta, Foresto, Guardella, Isolella, Lovario, Plello, Rozzo, Vanzone, Valbusaga, Caneto, Cadegatti, Calco, Cesolo, Caggi, Cartiglia, Pianezza, Plello, Cardolino, Brina, Orlongo, Sella, Pianaccia, Gianninetta

### Communes limitrophes
Cellio con Breia, Grignasco (NO), Guardabosone, Postua, Quarona, Serravalle Sesia, Valduggia, Varallo Sesia, Vocca

## Administration
| Période                                  | Période      | Identité          | Étiquette     | Qualité              |
| ---------------------------------------- | ------------ | ----------------- | ------------- | -------------------- |
| 14 juin 2004                             | 8 juin 2009  | Angelo Pianca     |               |                      |
| 8 juin 2009                              | 25 mai 2014  | Alice Freschi     | Ligue du Nord |                      |
| 25 mai 2014                              | 5 juin 2016  | Gianluca Buonanno | Ligue du Nord |                      |
| 5 juin 2016                              | 13 mars 2017 | Alice Freschi     |               |                      |
| 13 mars 2017                             | 11 juin 2017 | Elena Daghetta    |               | Commissaire, intérim |
| 12 juin 2017                             | En cours     | Paolo Tiramani    | Liste civique |                      |
| Les données manquantes sont à compléter. |              |                   |               |                      |